# Conducte inguinal

El  conducte inguinal  en els adults és el pas oblic, d'uns 4 cm de llarg, dirigit inferomedialment a través de la porció inferior de la paret anterolateral de l'abdomen. La formació del conducte es relaciona amb el descens dels testicles durant el desenvolupament fetal, a causa d'això es poden presentar algunes patologies que comprometin la integritat del conducte. En el cas d'una hèrnia indirecta el bucle intestinal pot passar a l'escrot a través del conducte inguinal.

## Diferenciació amb el sexe
El conducte inguinal també conté, en ambdós sexes, vasos sanguinis i limfàtics, i el nervi ilioinguinal. Però especialment cal destacar que les estructures diferencials que viatgen a través del conducte inguinal són el Lligament rodó de l'úter en el cas de la dona i el  Conducte deferent extraperitoneal conjuntament amb els vasos testiculars  en el cas de l'home.